# Varesmäe
Koordinaten: 58° 3′ N, 27° 32′ O
Varesmäe ist ein Dorf (estnisch küla) im Südosten Estlands. Es gehört zur Landgemeinde Setomaa im Kreis Võru (bis 2017 Mikitamäe im Kreis Põlva).

## Beschreibung
Das Dorf hat dreizehn Einwohner (Stand 31. Dezember 2011). Es wurde erstmals 1786 urkundlich erwähnt.
Durch den Ort fließt der Bach Varesmäe oja. Er mündet in den Fluss Võhandu.